# الجرب (السبرة)

تعديل مصدري - تعديل

الجرب محلة تابعة لقرية ذوعسل، التابعة لعزلة عينان بمديرية السبرة إحدى مديريات محافظة إب في الجمهورية اليمنية.، بلغ تعداد سكانها 22 حسب تعداد اليمن لعام 2004.